# Лепешев, Иван Яковлевич
Ива́н Я́ковлевич Ле́пешев (бел. Іван Якаўлевіч Лепешаў; 23 октября 1924, д. Искозы, Дубровенский район, Оршанский округ, Белорусская ССР — 12 октября 2014, Гродно) — советский и белорусский филолог, доктор филологических наук, профессор Гродненского университета, автор «Этимологического словаря фразеологизмов».

## Биография
Родился в деревне Искозы Дубровенского района Белоруссии.
В 1944-1945 на фронте. Был ранен, награждён орденом Отечественной войны 2-й степени, медалями «За отвагу», «За боевые заслуги», «За взятие Кенигсберга».
В 1948 году окончил Оршанский учительский институт (поступил в него ещё до войны, в 1940 году, после восьмилетней школы).  Работал преподавателем белорусского языка в Свислочской средней школе Гродненской области.
В 1949 году был арестован по обвинению в том, что во время немецкой оккупации Белоруссии служил в  полиции.  Провел 6 лет (1949—1955) в трудовых лагерях на Дальнем Востоке (Приморский край). В 1963 году реабилитирован.
С 1956 года снова работал учителем. Заочно окончил филфак Гродненского пединститута (1959) и аспирантуру Минского пединститута (1971).
С 1971 года на научной и преподавательской работе в Гродненском пединституте (с 1973 доцент, с 1986 профессор). Доктор филологических наук (1985).
Автор 47 книг, в том числе двухтомного «Словаря фразеологизмов» (2008).
Скончался 12 октября 2014 года. Похоронен на кладбище Аульс  в городе Гродно.